# Aphrodite Terra
Aphrodite Terra es una altiplanicie localizada cerca del ecuador de Venus.  Se trata de la principal elevación de terreno venusiana junto a Ishtar Terra. Toma su nombre de una diosa del amor de la mitología griega, Afrodita.
Su tamaño es aproximadamente del de Sudamérica o la mitad de África, con unos 15 millones km². Buena parte de la meseta tiene una altura media sobre el radio de Venus de casi 7000 metros y tiene una longitud de 10 000 km de este a oeste. Su parte occidental, la Ovda Regio, ocupa unos 10 millones de km².
La superficie aparece fracturada por lo que se suponen intensas fuerzas geológicas de compresión. Tiene numerosas coladas de lava volcánica.
La altiplanicie puede ser dividida en algunas secciones principales: la zona oeste se divide en Ovda Regio y Thetis Regio, mientras que la zona este se divide en tres regiones llamadas Artemis, Dali, y Diana Chasma.
En la parte oriental existen varias fosas que por sus características son uno de los principales accidentes geográficos de Aphrodite Terra, habiéndoseles calculado un tamaño aproximado de 2200 km de largo, con una profundidad de 5 km.

## Galería

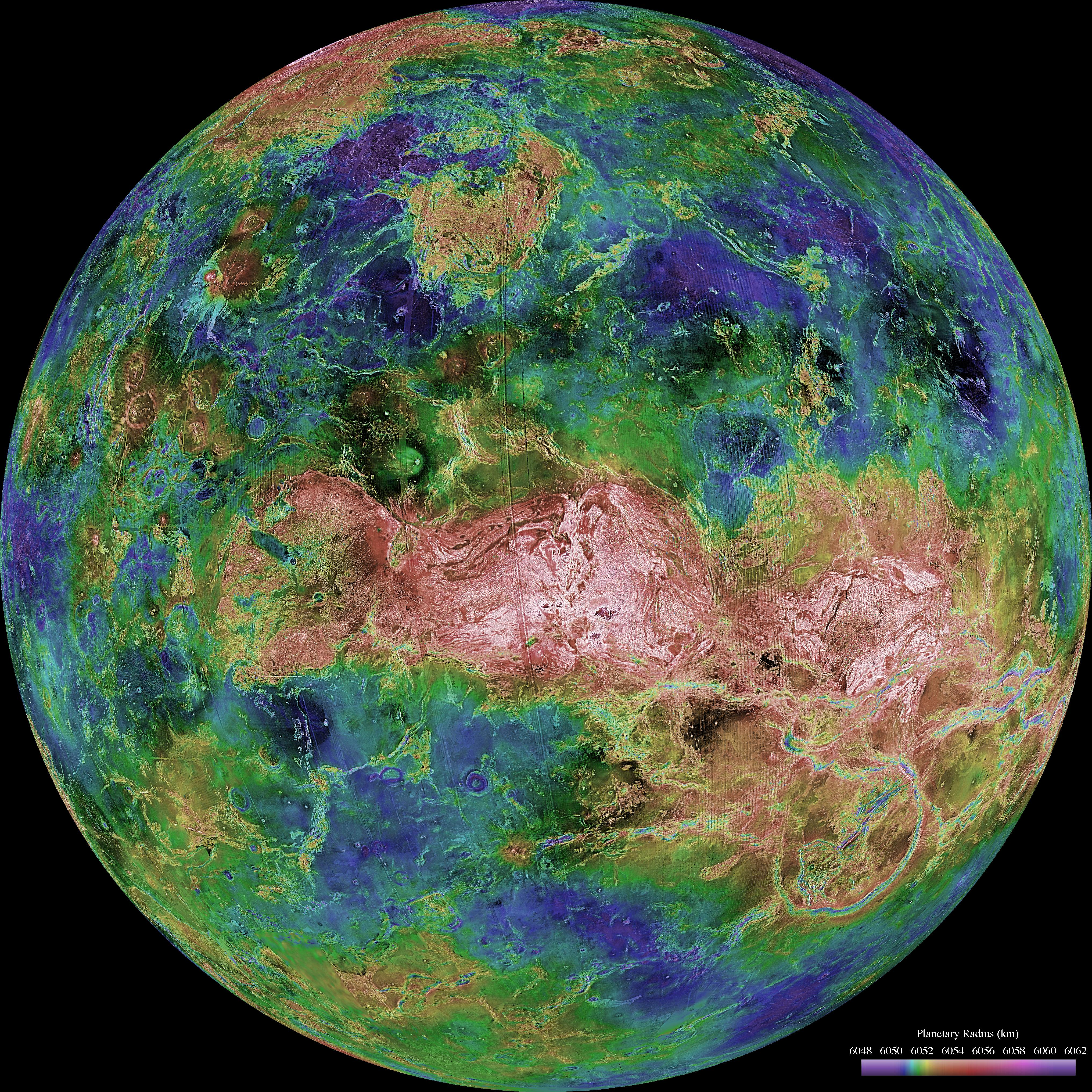
Imagen de radar y topografía de Aphrodite Terra occidental
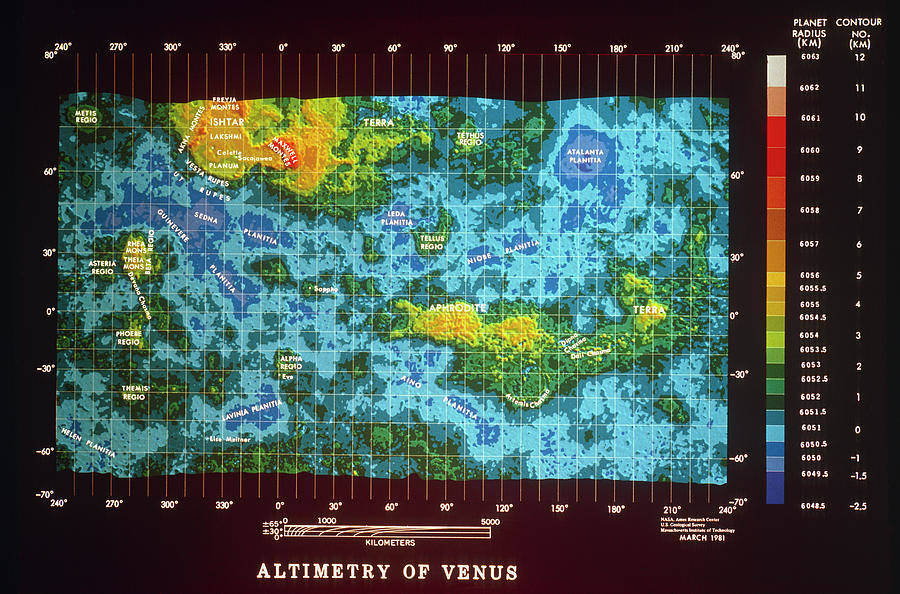
Mapa de elevación codificado por colores, que muestra los "continentes" elevados en amarillo: Aphrodite Terra está justo debajo del ecuador a la derecha. Pioneer Venus recolectó estos datos con radar.
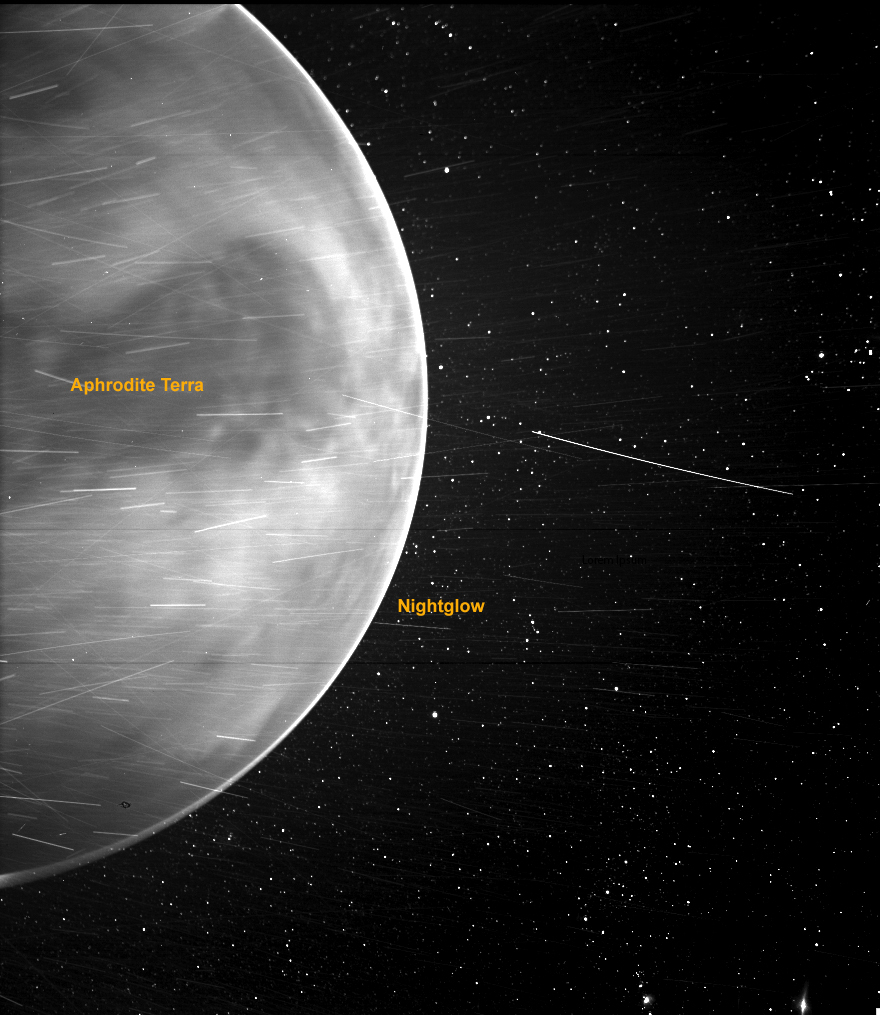
Imagen en luz visible de Venus con la meseta Ovda Regio de Aphrodite Terra visible, en una primera vista de la superficie de Venus desde el espacio (Sonda Solar Parker, julio de 2020)